# Air Kumdang Padang Permata
Air Kumdang Padang Permata is een bestuurslaag in het regentschap Banyuasin van de provincie Zuid-Sumatra, Indonesië. Air Kumdang Padang Permata telt 1228 inwoners (volkstelling 2010).